# Iñapari
L’iñapari est une langue arawakienne parlée au Pérou, sur la rivière de Piedras près de la localité de Puerto Maldonado par 4 personnes, des adultes d'une même fratrie. La langue est quasiment éteinte.

## Écriture
| a | ä | ch | e | ë | h  | i | ï | ɨ | ɨ̈ | m |
| n | p | r  | s | t | ty | u | ü | w | y | ’ |

## Phonologie
Les tableaux présentent la phonologie de l'iñapari.

### Voyelles
|         | Antérieure | Centrale | Postérieure |
| ------- | ---------- | -------- | ----------- |
| Fermée  | i [i]      | ɨ [ɨ]    | u [u]       |
| Moyenne | e [e]      |          | o [o]       |
| Ouverte |            | a [a]    |             |

### Consonnes
|               |               | Bilabiale | Dentale | Latérale | Palatale | Glottale |
| ------------- | ------------- | --------- | ------- | -------- | -------- | -------- |
| Occlusives    | Occlusives    | p [p]     | t [t]   |          |          | ʔ [ʔ]    |
| Fricatives    | Fricatives    |           | s [s]   |          |          | h [h]    |
| Nasales       | Nasales       | m [m]     | n [n]   |          |          |          |
| Liquides      | Liquides      |           | r [r]   | (l) [l]  |          |          |
| Semi-voyelles | Semi-voyelles | w [w]     |         |          | y [j]    |          |